# Expo Georgia

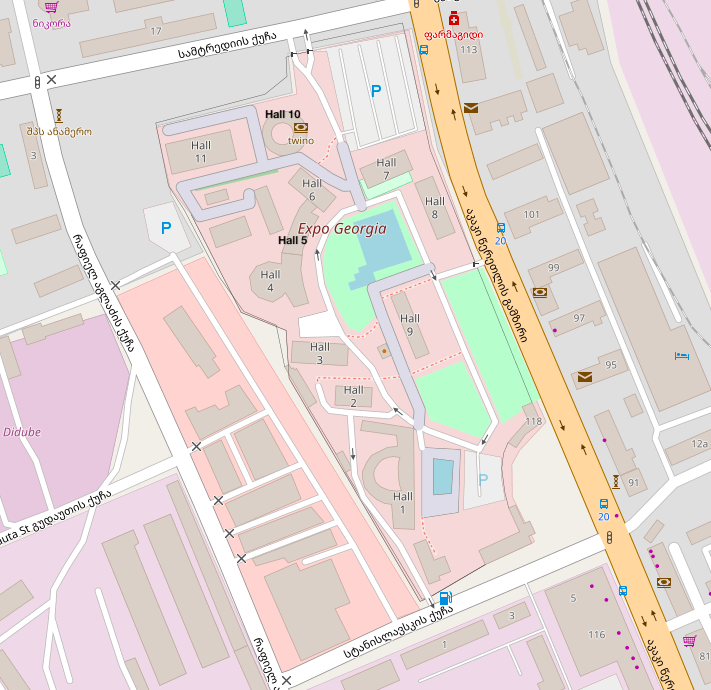
Karte des Geländes

Die Expo Georgia (vormals Ausstellung der Errungenschaften der Volkswirtschaft) ist ein Messegelände in Tiflis in Georgien. Es besteht aus insgesamt elf Pavillons und einem Eingangsgebäude. Es wurde von 1960 bis 1971 nach den Plänen der Architekten D. Papinaschwili, Lewan Mamaladse, Wladimer Nasaridse und W. Peykrischwili errichtet.
Am Eingangsgebäude befindet sich ein Mosaik der Künstler Aliko Gorgadse und Teso Asatiani von 1963. An Pavillon 8 befindet sich eine lange Mosaikwand des Künstlers Leonardo Schengelia von 1971. Am Pavillon 3 befindet sich ein großes Mosaik des Künstlers Guram Kalandadse von 1971.
Das Gelände wurde nach 1990 privatisiert und in Expo Georgia umbenannt.

## Abbildungen

Eingangsgebäude, Mosaik: Aliko Gorgadse, Teso Asatiani (1963)
Skulptur am Eingang
Pavillon 1
Pavillon 3, Mosaik: Guram Kalandadse (1971)
Pavillon 6
Pavillon 7
Pavillon 8, Mosaik: Leonardo Schengelia (1971)